# Víctor Moreno Martín
Víctor Moreno Martín, más conocido como  Víctor Moreno (nacido el 26 de enero de 1998 en Alcorcón, Madrid) es un jugador de baloncesto español que actualmente juega en el Club Melilla Baloncesto de la Liga LEB Plata. Con 1.92 de estatura, su puesto natural en la cancha es el de escolta.

## Trayectoria deportiva
Comenzó jugando al baloncesto en las filas del Baloncesto Alcorcón donde permaneció hasta los 12 años. En el verano de 2010, Baloncesto Fuenlabrada le incorporaba a su cantera, convirtiéndose en uno de los referentes entre los jóvenes del club.
Moreno se convertía rápidamente en un clásico de las selecciones, tanto la de la Comunidad de Madrid en los Campeonatos Autonómicos, como en las categorías de formación de España en los torneos internacionales. A sus 18 años ya ha participado en un Europeo U16 y U18, sumando un bronce en el primero de ellos.
Tras destacar en el Viten Getafe de LEB Plata, donde realizaría una gran temporada 2015-16, alternaría entrenamientos con el primer equipo de Liga ACB.
El 30 de enero de 2016, debuta con en Liga ACB en el partido del Baloncesto Fuenlabrada frente al GBC Gipuzkoa Basket Club.
La temporada 2017-2018 fue cedido al Rio Ourense Termal de LEB Oro, en la que fue su primera experiencia lejos de Madrid. Con el conjunto gallego disputa un total de 31 encuentros con una media de 12,17 minutos, en los que aporta 2,2 puntos, 1,3 rebotes y 0,8 asistencias por partido.
La temporada 2018-2019 debutó en LEB Plata a manos del Quesería La Antigua CB Tormes.
La temporada 2019-2020 el madrileño fichó por el Bàsquet Girona, aportando casi 10 puntos, 3.5 rebotes y 9.2 de valoración en los 24 minutos de juego por partido en la Liga LEB Plata.
En verano de 2020, firma con el Hestia Menorca de la Liga LEB Plata. En el conjunto menorquín disputa un total de 30 partidos entre liga regular y eliminatorias por el ascenso promediando una media de 25,29 minutos por partido anotando 8,5 puntos, cuatro rebotes y 2,2 asistencias por encuentro.
El 13 de agosto de 2021, firma por el Palmer Alma Mediterránea de la liga LEB Oro.
El 9 de diciembre de 2021, se desvincula del club balear tras participar en un total de nueve partidos.
El 12 de enero de 2022, firma por el Albacete Basket de la Liga LEB Plata.
En la temporada 2023-24, se incorpora a los entrenamientos del Baloncesto Fuenlabrada en la Liga LEB Oro. El 8 de diciembre de 2023, firma un contrato de un mes con el conjunto fuenlabreño.
El 10 de enero de 2024, firma por el CB Benicarló de la Liga LEB Plata.
El 19 de julio de 2024, firma por el Club Melilla Baloncesto de la Liga LEB Plata.

## Clubes
- Categorías inferiores del Baloncesto Fuenlabrada.
- Viten Getafe (LEB Plata (2014-2016)
- Baloncesto Fuenlabrada (2016-2017)
- Club Ourense Baloncesto (2017-2018)
- CB La Antigua Tormes  (2018-2019)
- Bàsquet Girona (2019-2020)
- Hestia Menorca (2020-2021)
- Palmer Alma Mediterránea (2021)
- Albacete Basket (2022-2023)
- Baloncesto Fuenlabrada (2023)
- CB Benicarló (2024)
- Club Melilla Baloncesto (2024-presente)

## Internacionalidad
- 2014. España. Europeo Sub-16, en Riga (Letonia). Bronce
- 2015. España. Europeo Sub-18, en Volos (Grecia).
- 2016. España. Europeo Sub-18, en Samsun (Turquía).

## Palmarés
- 2014. España. Europeo Sub-16, en Riga (Letonia). Bronce